# 75. pehotni polk (Italija)
75. pehotni polk Napoli (izvirno italijansko 75º Reggimento fanteria) je bil pehotni polk (Kraljeve) Italijanske kopenske vojske.

## Zgodovina
Med prvo svetovno vojno je bil polk aktiven na soški fronti in v Franciji ter med drugo svetovno vojno je bil nastanjen na Siciliji.